# Mare de Déu de l'Esperança de Claret
Santa Maria, actualment anomenada Mare de Déu de l'Esperança és l'església parroquial romànica del poble de Claret, pertanyent al terme municipal de Tremp. Tot i que conserva el caràcter parroquial, Santa Maria de Claret està en desús des de fa anys, i l'edifici amenaça ruïna. Es tracta d'un edifici del segle xii, tot i que ha sofert moltes intervencions posteriors, que n'han modificat molt l'aspecte, tant interior com exterior. Del romànic, conserva parts dels murs de ponent i de migdia, i restes de dues finestres a l'angle sud-oriental, una d'una sola esqueixada i l'altra de dues. L'aparell és de carreus irregulars, però ben tallats i polits, disposats en filades uniformes. Sembla obra del segle xii. Té un curiós campanar d'espadanya sobre el mur de migdia que fou convertit en torre. Tot i que Claret està documentat des del 1099, l'església de santa Maria ho està des del 1314, quan entrà a formar part de l'ardiaconat de Tremp.